# Championnats d'Afrique de VTT 2014
Navigation
Édition précédente Édition suivante
Les Championnats d'Afrique de VTT 2014 ont lieu les 25 et 26 janvier 2014, au Cap en Afrique du Sud. Les compétitions de cross-country ont lieu au Willowbridge Shopping Centre et celles de descente à Contermanskloof.

## Résultats

### Cross-country
| Épreuves       | Or                | Argent                  | Bronze                       |
| -------------- | ----------------- | ----------------------- | ---------------------------- |
| Hommes élites  | Philip Buys       | Lourens Luus            | Rourke Croeser               |
| Hommes espoirs | James Reid        | Brendon Davids          | Arno Du Toit                 |
| Hommes juniors | Stephan Senekal   | Sybrand Strauss         | Alan Hatherly                |
| Femmes élites  | Mariske Strauss   | Samantha Sanders        | Cherie Vale                  |
| Femmes espoirs | Candice Neethling | Ashleigh Parker-Moffatt | Hayley Smith                 |
| Femmes juniors | Bianca Haw        | Frances Du Toit         | Kimberley Le Court de Billot |

### Descente
| Épreuves      | Or                 | Argent         | Bronze           |
| ------------- | ------------------ | -------------- | ---------------- |
| Hommes élites | Andrew Neethling   | Tiaan Odendaal | Johann Potgieter |
| Femmes élites | Hayley-Ann Adamson |                |                  |